# Palaquium
Palaquium es un género con 189 especies de plantas de flores perteneciente a la familia Sapotaceae.

## Distribución geográfica
Son nativos del sudoeste de Asia y norte de Australasia, desde Taiwán sur de Malasia y este de las Islas Salomón. Es también un elástico natural látex producido de la savia de estos árboles, particularmente de la especie Palaquium gutta. Químicamente la gutapercha es un politerpeno, un polímero de isopreno (trans-1,4-polisopreno).

## Descripción
Son árboles que alcanzan los 5–30 metros de altura y 1 metro de diámetro su tronco. Las hojas son perennes, alternas o dispuestas en espiral, enteras y de 8–25 cm de longitud , de color verde en el haz y amarillas o glaucas en el envés. Las flores se producen en pequeños conjuntos a lo largo del tallo, cada flor con las corola de color blanco con 3-7 lóbulos. El fruto es una baya que contiene 1-4 semillas y es comestible en muchas especies.

## Usos

Estructura química de la gutta-percha.

El látex es bioinerte, elástico y es un buen aislante eléctrico debido a una alta rigidez dieléctrica. La madera de muchas especies también es valiosa.
Inventores occidentales descubrieron las propiedades de la gutapercha o látex en 1842, aunque la población local en su hábitat lo había utilizado para una variedad de aplicaciones desde hace siglos. Al permitir que este líquido se evapore y su coagulación en el sol se produce un látex que podría ser flexible de nuevo con agua caliente, pero que no se convierte en quebradizo, a diferencia del caucho no vulcanizado ya en uso.
La gutapercha sirvió de material aislante para algunos de los primeros telégrafos submarinos por cables, incluido el primer cable telegráfico transatlántico. La gutapercha fue especialmente adecuada para este fin, ya que no fue atacada por las plantas o los animales marinos, un problema que tenían los anteriores cables submarinos.
La pelota de golf (que tenía una sólida gutapercha básica) revolucionó el juego. La Gutapercha industrial siguió siendo una materia prima básica hasta bien entrado el siglo XX, cuando fue sustituida gradualmente por materiales sintéticos.
Otro uso fundamental de la gutapercha se presenta en la odontología, sobre todo en endodoncia.

## Especies seleccionadas
- Palaquium abundantiflorum
- Palaquium acuminatum
- Palaquium ahernianum
- Palaquium amboinense
- Palaquium annamense
- Palaquium angustifolium
- Palaquium gutta
- Palaquium philippense (Perr.) C.B.Rob. palacpalac de Filipinas, daracán de Filipinas.[1]
- Palaquium walsurifolium
- Palaquium xanthochymum

## Sinónimos
- Croixia, Dichopsis, Galactoxy